# Tân Yên (thị trấn)
Tân Yên là thị trấn huyện lỵ của huyện Hàm Yên, tỉnh Tuyên Quang, Việt Nam.

## Địa lý
Thị trấn Tân Yên nằm ở trung tâm của huyện Hàm Yên, trên trục Quốc lộ 2, cách thành phố Tuyên Quang 40 km về phía bắc và có vị trí địa lý:
- Phía bắc giáp xã Yên Phú với ranh giới là sông Lô
- Phía nam giáp xã Thành Long
- Phía đông giáp xã Thái Sơn
- Phía tây giáp xã Nhân Mục.

Thị trấn Tân Yên có diện tích tự nhiên là 3.323 ha, dân số năm 2010 là 9.746 người với 2727 hộ, mật độ dân số đạt 293 người/km². Bao gồm 10 dân tộc sinh sống, trong đó chủ yếu là dân tộc Kinh. Các dân tộc khác là: Tày, Dao, Cao Lan, Mường, Hoa, La Chí, Nùng, Thái...
Thị trấn Tân Yên nằm trong vùng thung lũng có nền địa hình đa dạng, trải dài dọc hai bên tuyến quốc lộ 2. Là khu vực được giới hạn bởi đường ranh giới tự nhiên do 2 dãy núi chạy dọc từ bắc xuống nam tạo thành. Nhìn chung địa hình có xu hướng dốc dần từ nam đến bắc. Toàn bộ đồi núi được bao phủ bởi rừng tái sinh và rừng già, mật độ che phủ cao. Đất đai màu mỡ thuận lợi cho sự phát triển của cây công nghiệp.
Thị trấn Tân Yên nằm trong vùng khí hậu nhiệt đới gió mùa. Nhiệt độ trung bình năm khoảng 22 °C, độ ẩm không khí biến động giữa các mùa và các tháng không chênh lệch nhiều nên độ ẩm bình quân là 87%, mùa mưa kéo dài từ tháng 4 đến tháng 10, lượng mưa chiếm từ 70 đến 80%, hướng gió thịnh hành về mùa đông là gió Đông Bắc và về mùa hè là gió Đông Nam (số liệu năm 2002).

## Hành chính
Thị trấn Tân Yên được chia thành 18 tổ dân phố: Bắc Mục, Bắc Yên, Tân Bắc, Tân Phú, Đồng Bàng, Cống Đôi, Tân Tiến, Cầu Mới, Tân Thịnh, Tân An, Tân Kỳ, Tân Trung, Yên Thịnh, Tân Yên, Tân Cương, Tân Quang, Tân Bình, Ba Trãng.

## Kinh tế - xã hội
Nền kinh tế của thị trấn dựa vào sản xuất nông nghiệp và trồng cây công nghiệp, còn lại là kinh doanh và các dịch vụ ngành nghề khác.